# Myxopyreae
Tribu
Les Myxopyreae sont une tribu de plantes à fleurs, de la famille des Oléacées.
Le genre type est Myxopyrum Blume.

## Liste des genres
- Dimetra

- Myxopyrum

- Nyctanthes

## Publication originale
- Boerlage J.G., 1899. Handleiding tot de Kennis der Flora van Nederlandsch Indie. Vol. 2, Part 2. pp. 323–753. Leiden. page. : 2: 324.